# Gay village

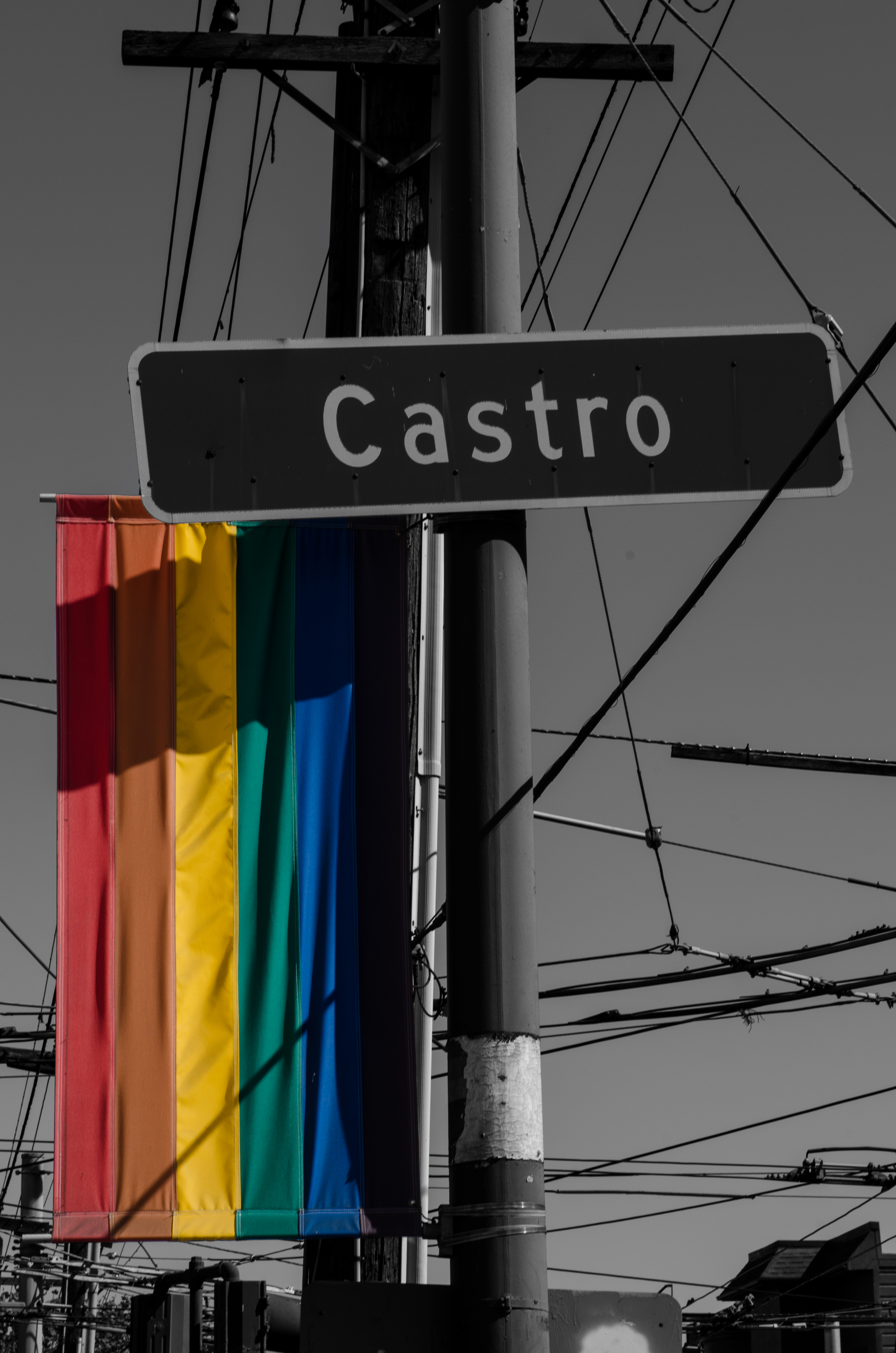
Il gay village di San Francisco, che si estende lungo Castro street.

Quartiere LGBT (di inglese gay village) indica un'area urbana, spesso un intero quartiere, in cui si registra una elevata concentrazione di residenti, servizi e attività commerciali LGBT.
Tra i più famosi Quartieri Gay si possono citare Soho a Londra, Canal Street a Manchester, Chueca a Madrid, il Marais di Parigi, Nollendorfplatz a Berlino, Chelsea a New York, Castro a San Francisco.

## Storia
Il primo quartiere gay di cui si abbia notizia è quello di Berlino (attorno a Nollendorfplatz, nell'attuale quartiere Schöneberg), attivo fin dagli anni venti, quando l'area di Nollendorfplatz era il centro della vita gay durante la Repubblica di Weimar.
Successivamente ad Amsterdam nacque negli anni cinquanta l'attuale gay street cittadina lungo la Reguliersdwarsstraat, situata nel quartiere a luci rosse De Wallen.
Negli Stati Uniti i primi quartieri gay (a New York e San Francisco) si svilupparono invece solo sul finire degli anni sessanta, ed in particolare dopo i moti di Stonewall del 1967..
La formazione ed evoluzione dei quartieri gay è diversa a seconda delle città e dei contesti in cui avviene anche se sono riscontrabili alcune fasi comuni alla maggior parte dei Gay Village
- insediamento di numerose persone LGBT all'interno di un quartiere (od area) cittadino, quasi sempre un quartiere in fase di declino o comunque poco interessante per il resto della popolazione ed avvertito come meno ostile del resto della città; questa fase è spesso catalizzata (o favorita) dalla nascita di uno o più punti di ritrovo rivolti a persone LGBT e dal formarsi di un primo nucleo LGBT (gay street), come successo per esempio a Manchester con Canal Street[10] o a New York con Christopher Street[11];
- con la progressiva identificazione dell'area come quartiere gay, cala ulteriormente l'attrattiva della zona per il resto della popolazione: un numero sempre maggiore di persone LGBT si trasferisce nell'area, anche in virtù dei prezzi solitamente più bassi e dei servizi e attività rivolti a persone LGBT;
- in molti casi, questo fenomeno determina nel medio periodo un innalzamento dei prezzi degli appartamenti della zona (causato dall'aumento della domanda) e una generale riqualificazione di tutta l'area, con il risultato che il quartiere diviene spesso un quartiere trendy abitato prevalentemente dalla medio-alta borghesia[12][13];
- in alcuni casi, si crea un nuovo quartiere gay sia per migrazione dovuta all'elevato costo degli immobili nel quartiere originale (come nel caso di New York, con la progressiva migrazione da Greenwich Village a Chelsea[14]) sia per saturazione dello stesso (come nel caso di Chicago[15][16]).

## Quartieri e strade gay nel mondo
In tutto il mondo si contano decine e decine di quartieri e strade gay, qui di seguito si riportano alcune informazioni statistiche e storiche su alcuni dei principali.

### Stati Uniti e Canada
Lo storico quartiere The Castro di San Francisco, oltre ad essere il più vecchio quartiere LGBT degli Stati Uniti, è anche quello che raggruppa la più grande comunità LGBT del Nord America ed una delle più grandi del mondo, seguito dalla canadese Vancouver con i due quartieri di West End e Comercial Drive..
San Francisco è anche una delle metropoli al mondo dove la percentuale di gay è più alta: oltre il 15%.
Il quartiere gay di Los Angeles, West Hollywood, è in realtà una vera e propria cittadina amministrativamente autonoma situata nella Contea di Los Angeles e dove il 42% dei residenti dichiara di appartenere alla comunità LGBT. Quanto a percentuale di residenti LGBT, è la prima città degli USA, seguita dalla cittadina di Wilton Manor (tra Miami e Fort Lauderdale).
A New York lo storico quartiere gay è il Greenwich Village, anche se negli ultimi decenni un'elevata concentrazione LGBT si riscontra anche nel limitrofo quartiere di Chelsea, dove molti gay si sono trasferiti a causa degli altissimi affitti del Greenwich Village; un fenomeno analogo sta avvenendo a Chicago, dove allo storico quartiere Boystown si sta pian piano sostituendo Andersonville.
La città di Boston è stata la prima a legalizzare il matrimonio omosessuale e la percentuale di gay è molto alta (oltre il 12%), per lo più concentrati nel South End e nei vicini quartieri di Jamaica Plain e Roslindale.
Altre importanti comunità e quartieri LGBT si trovano a Miami, Fort Lauderdale, Filadelfia, Washington, Columbus, San Diego, ecc.
In Canada, oltre alla già citata Vancouver, hanno grandi quartieri gay sia Montréal (il quartiere gay è Le Village o The Village per gli anglofoni) che Toronto, considerata la destinazione gay per eccellenza del Canada, che ne conta anzi due (Church e Wellesley).

### Australia
Le due capitali gay australiane sono senza dubbio Sydney e Melbourne: nella prima la vita e la comunità LGBT si concentra nel quartiere di Darlinghurst, dove i primi locali gay aprirono negli anni settanta.
Melbourne ha invece numerose (sebbene più piccole) aree gay: Prahran, South Yarra, Collingwood, Fitzroy, Windsor e Daylesford.
Altri quartieri gay si trovano a Brisbane e Perth.

### Europa
In Germania Berlino vanta il più antico quartiere gay del mondo, attivo fin dagli anni venti nel quartiere di Schöneberg. Anche altre città tedesche hanno quartieri gay, come Amburgo con il quartiere di St. Georg e Monaco, con il quartiere di Glockenbachviertel.
Nei Paesi Bassi Amsterdam vanta una area gay risalente agli anni '50 nel quartiere a luci rosse, concentrata attorno alla gay street di Reguliersdwarsstraat.
In Gran Bretagna numerose città hanno quartieri gay, a cominciare da Londra, dove il quartiere gay si sviluppò attorno alla storica gay street di Old Compton Street ed occupa tutto il quartiere di Soho. A Manchester il quartiere gay si sviluppa intorno alla gay street di Canal street, a Brighton nel quartiere di Kemptown ed a Liverpool attorno a Stanley street (area ufficialmente riconosciuta dall'amministrazione comunale nel 2011.
In Francia, a Parigi, il quartiere Le Marais è un vero e proprio quartiere gay (molto trendy e costoso) attivo fin dagli anni ottanta.
In Spagna il quartiere gay più famoso è Chueca, diventato il punto di riferimento della Comunità LGBT di Madrid a partire dagli anni '90. Barcellona, pur essendo una delle mete gay spagnole più rinomate, non ha un vero e proprio quartiere gay, sebbene molti locali si concentrino attorno a l'Eixample, mentre la movida gay estiva si concentra nella vicina località balneare di Sitges, che d'estate diviene una vera e propria cittadina gay.
In Italia il quartiere gay più conosciuto si trova a Roma. Concentrato attorno a Via San Giovanni in Laterano, la gay street romana e al limitrofo Colle Oppio, con molti locali gay-friendly (bar, gelaterie, ristoranti e Bed&Breakfast), ebbe l'inaugurazione ufficiale nel 2008 come prima gay street italiana e tutto il tratto di oltre 300 metri attorno alla pedonalizzazione che porta al Colosseo si è sviluppato negli anni successivi come luogo aperto alla città ed espressione della cultura LGBT. 
A Milano il tentativo di creare una gay street in Via Sammartini non è mai decollato; tuttavia, la numerosa presenza di gay residenti in città, alcuni locali ed i servizi rivolti agli omosessuali, stanno creando le basi per una comunità gay nella zona di Porta Venezia nella zona nord-orientale della città e in via Lecco, parallela di Corso Buenos Aires..